# Calle Zaibunnisa
La Calle Zaibunnisa es una famosa calle de Karachi, Pakistán. Situada en el barrio de Saddar, en el corazón de la ciudad, es una de las calles más antiguas e históricas de esa localidad.
Era conocida originalmente como calle Elphinstone, en honor de un funcionario británico llamado Monstuart Elphinstone (1779-1859), quien jugó un papel importante en la India. Fue el primer embajador británico en Afganistán, y ayudó a derrotar al Peshwas en Maharashtra, antes de 1820. Además se desempeñó como Gobernador de la Presidencia de Bombay - de las cuales Karachi fue parte hasta 1930. En 1970, su nombre fue cambiado a 'Calle Zaibunnisa' por el gobierno de Karachi, en honor a Zaib-un-Nissa Hamidullah, una influyente periodista y escritora paquistaní.